# Chiesa di San Severo fuori le mura

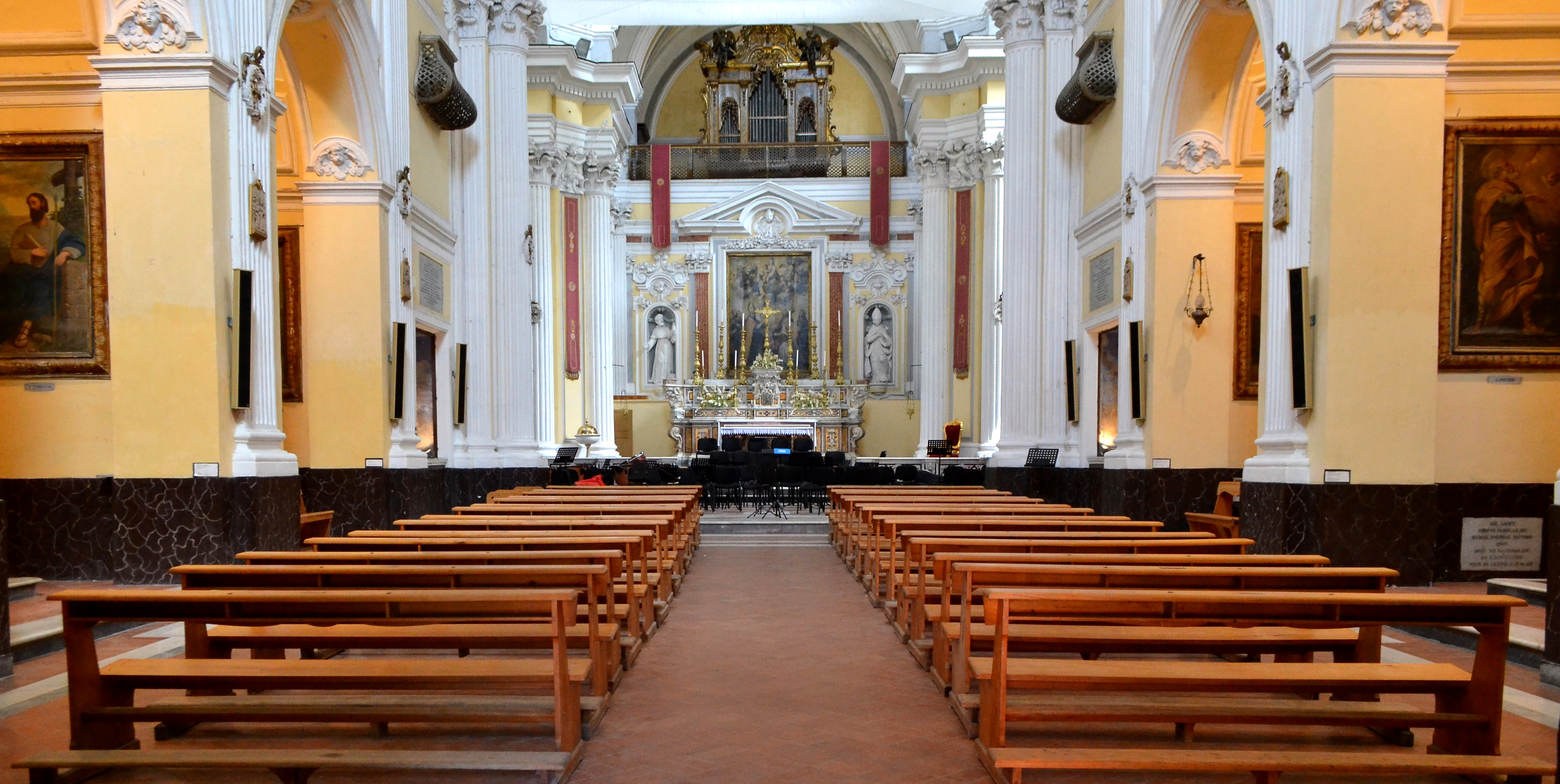
Interno

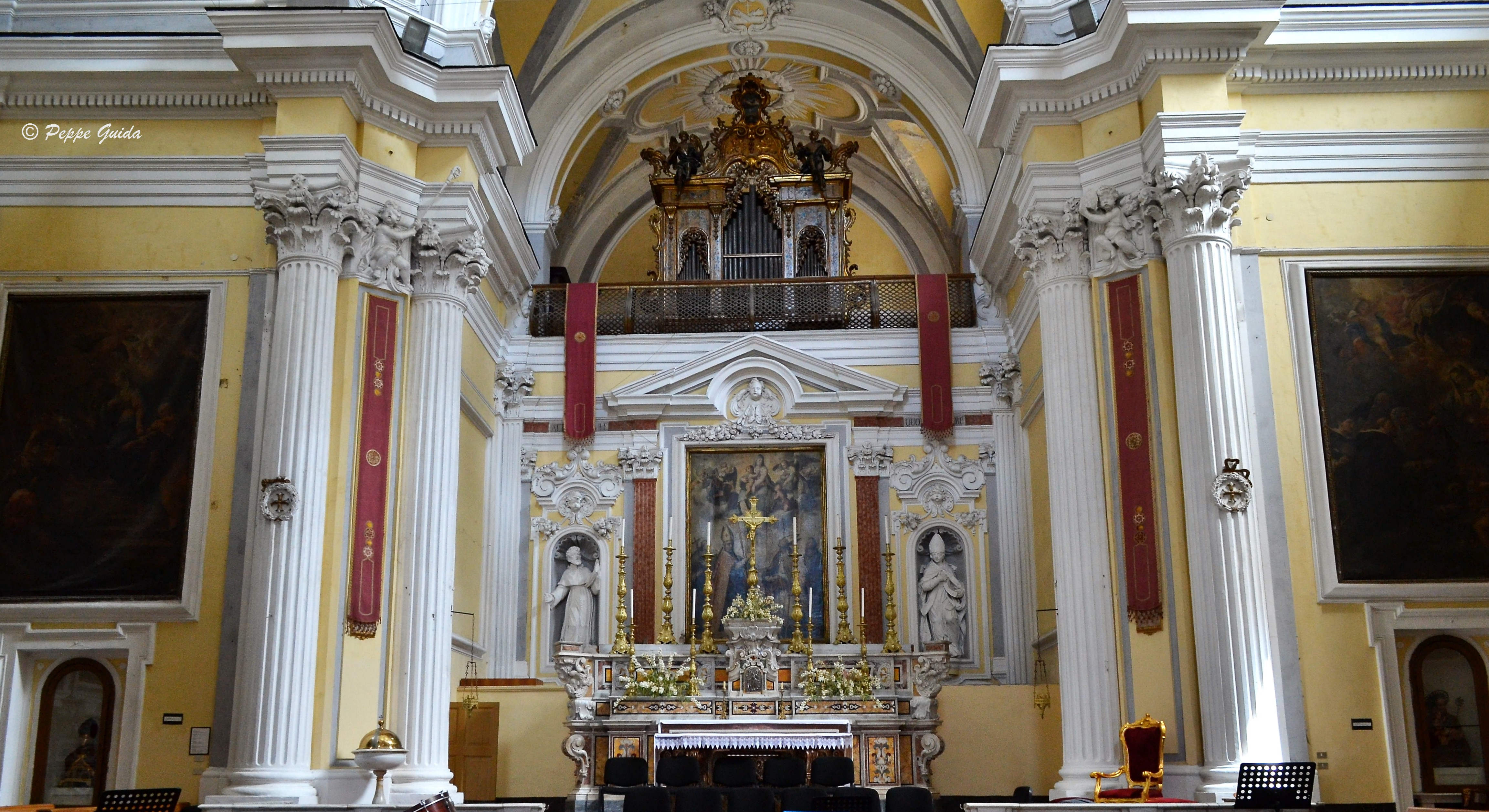
Altare maggiore

La chiesa di San Severo fuori le mura (meglio conosciuta come San Severo alla Sanità) è un'antica chiesa di Napoli e sorge in uno dei quartieri più popolosi del capoluogo campano (rione Sanità), in piazza San Severo a Capodimonte.

## Storia
Alla fine del IV secolo, il vescovo Severo, pose il suo sepolcro gentilizio sul sito dove poi vennero erette le sue catacombe. Quando le spoglie del vescovo vennero trasferite nella chiesa di San Giorgio Maggiore, la devozione popolare che circondava l'area cimiteriale andò via via a diminuire.
La chiesa attuale fu eretta molto più in là, nel XVI secolo. Il tempio infatti fu costruito nel 1573 per volontà dell'arcivescovo Mario Carafa, che in seguito lo affidò ai conventuali. Nel 1680, i frati, inaugurarono un riassetto globale del complesso, attuarono dei rimaneggiamenti, mentre l'ampliamento venne affidato a Dionisio Lazzari.
Nell'attiguo monastero Domenico Cimarosa mosse i primi passi nell'apprendimento della musica.

## Descrizione
La chiesa presenta una pianta a croce latina con tre cappelle per lato e transetto. A sinistra dell'atrio vi è una piccola cappella con un'antica statua del santo titolare. All'ingresso, su entrambi i lati, si trova un'acquasantiera con un angioletto in stucco che regge un drappo su cui è inciso lo stemma francescano. Sulle pareti laterali delle cappelle un ignoto pittore napoletano dell'Ottocento dipinse le immagini dei dodici apostoli su rame o a fresco. Nella prima cappella a destra si conserva una Pietà di Benedetto Torre, mentre nella seconda un'Annunciazione di Leandro Carcano. Nel braccio destro del transetto si ammira un pregevole altare in marmi policromi sovrastato da un Sant'Antonio in gloria di Antonio Cicalese. Sulla parete sinistra è collocata una Madonna del Rosario di Paolo de Matteis e su quella destra I Santi Pietro e Paolo di Pietro Lambertucci. Oltrepassata la balaustra, si accede all'area absidale con l'altare maggiore in marmi policromi, nel cui paliotto è incassato un Cristo Morto in stucco. Alle spalle ci sono, ai lati, due nicchie che accolgono le statue in stucco dei Santi Ludovico da Tolosa e Anselmo (attribuite alla mano di Giuseppe Scarola) e, al centro, la cona che racchiude una grande tavola di Dirk Hendricksz con la Madonna con il Bambino e i Santi Severo, Ludovico, Francesco e Antonio. Sopraelevato rispetto all'abside, è il coro dominato da un pregevole organo del 1780 dei fratelli Carlo e Nicola Mancini. Nel braccio sinistro del transetto si imbatte in un altro bell'altare in stucco che richiama i colori dei marmi policromi, sul quale campeggia un Miracolo delle Rose di ignoto pittore settecentesco. Accanto a questa tela, sulla destra, è murato uno splendido rilievo marmoreo di Girolamo D'Auria rappresentante la Madonna con il Bambino. Sulla parete destra è collocata una Visitazione di Paolo de Matteis, su quella sinistra I Santi Francesco e Rocco in estasi al cospetto della Madonna con il Bambino di Pietro Lambertucci. La terza cappella a sinistra permette di accedere alle eponime catacombe paleocristiane che conservano affreschi e resti lapidei del V-VII secolo. La seconda cappella contiene un Santo Vescovo in gloria della scuola di Luca Giordano (forse si tratta di Nicola Malinconico), mentre la prima un crocifisso ligneo dell'Ottocento.
Annesso alla chiesa è l'Oratorio della Confraternita dei Bianchi di Sant'Antonio col suo interno decorato da pregevoli stucchi e ben ventitré tele, molte delle quali sono state realizzate da importanti pittori locali (Luca Giordano, Andrea Vaccaro, Francesco Fracanzano, Giovan Battista Spinelli, Giacinto Diano, Michele Ragolia).